# Milan Pitlach
Milan Pitlach (* 1. März 1943 in Kroměříž; † 31. August 2021 in Düsseldorf) war ein tschechischer Architekt und Fotograf.

## Leben
Nach dem Abschluss des Gymnasiums in Opava studierte Milan Pitlach 1966 Architektur an der Technischen Universität (ČVUT) in Prag. Zwischen 1966 und 1969 arbeitete er im Atelier Delta der Vereinigung der Projektstudios (SPA) in Prag. In den Jahren 1969–1970 absolvierte er ein Praktikum im Londoner Büro Yorke, Rosenberg & Mardall. Anschließend arbeitete er von 1971 bis 1980 als Architekt im Designinstitut der Hauptstadt Prag (PU VHMP). Im Jahr 1981 emigrierte Milan Pitlach in die Bundesrepublik Deutschland, wo er sich in Düsseldorf niederließ. Hier arbeitete er zunächst in den Büros Dansard, Kalenborn & Partner, zwischen 1984 und 1989 bei O.M. Ungers in Köln, und im Büro Heuser in Wuppertal. Von 2003 bis 2009 wirkte er in Shanghai als Chefarchitekt des Büros Archlong Group Co. Während seines Aufenthalts in London begann Pitlach 1969 zu fotografieren. Die erste Ausstellung eröffnete er im Jahre 1972 in Prag. Seitdem realisierte er fast vierzig individuelle Ausstellungen in verschiedenen Städten weltweit und publizierte seine Arbeiten in Büchern und Katalogen.

## Architektonisches Werk
Die Arbeit von Milan Pitlach hat ihre Wurzeln in der Tradition der tschechischen modernen Architektur. Er meidet formalen Subjektivismus oder Ornamentalismus. Schwerpunkt seiner Tätigkeit war die Entwicklung von architektonischen und auch städtebaulichen Konzepten.
Seine Ansichten über Architektur verbreitete er in Form kritischer Artikel. Einige davon wurden publiziert in den Zeitschriften Architektura ČSR, Architekt, Revolver Revue und ihrer Beilage Kritická příloha.
Milan Pitlach hatte Lehraufträge an der Bergischen Universität in Wuppertal (1984–1985) und an der Technischen Universität in Prag (1992–1993).
Er beteiligte sich an zahlreichen internationalen Wettbewerben, auch in Kooperation mit renommierten Architektur-Büros wie dem Kölner Architekturbüro O. M. Ungers.

### Auszeichnungen
Mit dem höchsten Preis ausgezeichnet wurden: Städtebauliche Lösung für Prag – Libeň (1980), Bundesgerichtshof in Karlsruhe (1986), Media Park Köln (ex equo, 1987), Messepalast Wien (ex equo, 1987), Hauptverwaltung BIBA Bremen (1989), Neugestaltung des Karlplatzes in Třebíč (Entwurf ausgewählt zur Realisierung, 1996), Bürogebäude Blok #114 Jing An District Shanghai, (2004), Jüdisches Denkmal in Shanghai (2004), Kulturzone Min Hang District, Shanghai (mit Christopher Choa, 2005), Entwicklungsplan East Tai Hu Lake, Suzhou (2007). Auszeichnung erhielten weitere Projekte: Wettbewerb Süd-west Stadt Prag (1968), Kinderspielplätze, Wettbewerb (1971), Erweiterung der Stadtbibliothek in Fulda, Wettbewerb (1986), Wohngebiet in Solingen, Wettbewerb (1990), Büros und Kongresszentrum auf dem Gelände des Hauptbahnhofs, Prag, Wettbewerb (1993), Industrielle Zone in Schweinfurt, Wettbewerb (1995), Bahnhöfe der Wuppertaler Schwebebahn, Wettbewerb (1993), Platzgestaltung des Masarykplatzes und Komenskyplatzes in Třebíč (1996).

### Ausstellungen
- 2004 – Artsea Gallery, Shanghai, Shanghai Jewish Memorial
- 2012 – DKunsthaus, Kabinett der Architektur / GVUO / Ostrava, Shanghai Concepts[2]
- 2012 – Industrial Gallery, Ostrava, Skizzen
- 2012 – Kunsthaus, OKO Opava, 3 × Milan Pitlach / Arbeiten aus Shanghai,[3]

## Fotografisches Werk
Milan Pitlach befasste sich seit 1969 mit der Fotografie. Im kommunistischen Tschechien der siebziger Jahre setzte Milan Pitlach die Abbildung der Tschechischen Realität der Ära der Normalisierung fort. Die gleiche Ästhetik prägt auch die Fotografien seiner Reisen in diesem Jahrzehnt (Polen, DDR, Russland). In der gleichen Zeit fing er an, die subjektive Linie seines fotografischen Werkes zu entwickeln, die er später in einer Ausstellung bei der Interkamera (1997) und in dem Buch Tagebücher (TORST, Prag, 1999) zusammenfassend präsentierte.
Nach seiner Emigration in die Bundesrepublik Deutschland 1981 intensivierte sich die fotografische Tätigkeit Milan Pitlachs. In seinem Werk der 1980er Jahre, das von Reisen nach Indien, Italien, Frankreich, Japan, USA gekennzeichnet ist, können als Schwerpunkt die Fotografien aus Indien bezeichnen werden. „Das Beachtenswerte bei den Fotos aus Indien, die zehn Jahre später als die Fotos aus England entstanden sind, ist die formale Bravur. Pitlach komponiert seine Bilder mit professioneller Sicherheit und ästhetischer Eleganz. Das letzte große Thema der Dokumentarfotografie wurde für Pitlach China, wo er sechs Jahre als Architekt tätig war. Seither findet sich in seinen neuen Werken mehr Raum für die spekulative Fotografie, die oft abstrakte Formen annimmt. Eines dieser Themen, Evangelium nach Matthäus, wurde ausgestellt und erschien in Buchform.“ Ausgestellt und publiziert wurden auch Themen wie „Landschaften nach Friedrich Nietzsche“, „Kalligrafien“, „Fragmente“ oder „Gaspard de la Nuit d’apres Ravel“.

### Einzelausstellungen (Auswahl)
- 1972 – Reduta, Prag, Ostrov / Die Insel
- 1976 – Moravská galerie Brünn, Londoner Tagebuch (Die Ausstellung werde letztlich verboten)
- 1977 – Galerie Creative Camera, London, London Diary / Londoner Tagebuch
- 1983 – Galerie Porta Dromedaris, Enkhuisen, Fotografien aus Tschechoslowakei
- 1984 – Galerie K, Tokyo, Footnotes
- 1992 – Galerie Mánes, Praha, Tschechische Fotografie im Exil
- 1994 – Galerie Fronta, Praha, Milan Pitlach, Retrospektive Ausstellung
- 1995 – Stadttheater, Solingen, Über das Theater
- 1997 – Interkamera, Prag, Tagebücher
- 1999 – Schloss Strážnice, Über Party und Geste
- 2000 – Nationalgalerie, Prag, Fotografien aus Indien
- 2000 – Schloss Boskovice, Let it Bleed / Thema mit Variationen
- 2000 – Tschechisches Kulturzentrum Dresden, Fotografien aus der Tschechoslowakei der siebziger Jahre
- 2000 – Tanzhaus NRW, Düsseldorf, Tänze des Alltags
- 2000 – Obecní dům, Prag, (Wiederh. Helsinki) Wir 1948-1989 (Ausstel. der Mährischen Galerie in Brünn)
- 2001 – Moravská galerie, Brünn, Londoner Tagebuch
- 2001 – Památník národního písemnictví, Praha, Evangelium nach Matthäus
- 2002 – British Council, Prag, Londoner Tagebuch
- 2003 – Galerie Werkstatt, Blankenheim, Fragmente
- 2003 – Artsea Gallery, Shanghai, Vier Ausländische Fotografen
- 2004 – Artsea Gallery, Shanghai, Eyes Wide
- 2005 – Uměleckoprůmyslové museum, Praha, Tschechische Fotografie des 20. Jahrhunderts
- 2008 – Nationalgalerie, Prag, Kalligrafie
- 2008 – Moravská galerie Brünn, Dritte Seite des Mauer (Ausst. der Mährischen Galerie in Brünn)
- 2010 – Galerie Fiducia, Ostrava, Salz der Erde / Fotografien aus Ostrava
- 2012 – Galeria, Drama (Griechenland), The Fate of Man
- 2012 – Museum der Stadt Ostrava, Ostrava, Kalligrafie
- 2013 – Industrial Gallery, Ostrava, Gaspard de la Nuit d’apres Ravel
- 2013 – Kunsthaus Ostrava / GVUO / Le Corbusier - Chandigarh[5]

### Veröffentlichungen
- Architektura 7/68, Neue Südwest Stadt, Prag
- Architektura 10/71, Kinderspielplätze
- Jahresbuch der PU VHMP, 1972, Erholungsheim der Gewerkschaften in Staré Splavy Casabella, 524/1986, Projetto Bicocca, Milano
- Domus, 377/1986, Projetto Bicocca, Milano
- Casabella, 536/1987, Urban Park, Salemi
- Casabella, 544/1988, Messepalast, Wien
- Casabella, 546/1988, Mediapark, Köln
- Architekt, 10/92, Berufsschule der Firma Bayer, Uerdingen
- Projekt, 4/92, Rathaus in Lage / Lippe
- Fassade, 1/1994, Berufsschule der Firma Bayer, Uerdingen
- Neue Enzyklopädie der Künstler, Prag, 1995
- Revolver Revue, 50/2002, Raum in Architektur
- Vision 1/2005, CN, Shanghai Jewish Memorial
- Shanghai Concepts, Archlog Group Co., Shanghai 2009
- Architekt 1/2011, Shanghai Jewish Memorial

Projekte und Entwürfe wurden in Ausstellungen der Wettbewerbsbeiträge präsentiert und in den Fachzeitschriften Wettbewerb Aktuell, Baumeister, Architekt, Architektura, Project in Deutschland und Tschechien publiziert.

### Bücher und Kataloge – Das fotografische Werk
- Milan Pitlach: Fotografie z Indie. National Gallery, Prague, 2000. ISBN 80-7035223-X
- Milan Pitlach. Text Josef Moucha. Foto Mida 2001. ISBN 80-9003019-X
- Momentaufnahme, W.H.Thesing, Wuppertal 1997
- Deniky / Tagebücher, TORST, Praha 1999, ISBN 80-7215-080-4
- Evangelium podle Matouse / Evangelium nach Matthäus, KANT, Praha 2004, ISBN 80-86217-75-2
- Kalligrafie, Katalog der Ausstellung der National Galerie in Prag, 2008
- Sul zeme / Salz der Erde, MONTANEX, Ostrava 2011, ISBN 978-80-7225-357-9